# Gönczi László
Gönczi László, Gönczy (Ungvár, 1907 – Budapest, 1979) operaénekes, pedagógus.

## Élete
Tanítóképzőt végzett Ungváron, mellette konzervatóriumban is tanult, de zenei tanulmányai befejezetlenek maradtak. Internálása után szerzett középiskolai tanári oklevelet a Budapesti Eötvös Lóránd Tudományegyetemen, levelező tagozaton. Az ungvári görögkatolikus templom kórusában énekelt. A magyaron kívül anyanyelvi szinten beszélt oroszul, ukránul, csehül, ruténul és szlovákul, de jól beszélt még több szláv nyelven és németül is.
Tehetségére Hóman Bálint vallás- és közoktatásügyi miniszter figyelt fel az 1941-ben Ungváron tett látogatása alkalmával, és ösztöndíjat biztosított számára a budapesti Zeneakadémián. Fellépett Kassán, Pozsonyban. 1945 őszétől a Magyar Állami Operaház magánénekese 1947. június végéig. Két kis szerepet énekelt tagsága idején: a Tosca börtönőrét és a Bohémélet fináncőrmesterét. Operaházi szerepei mellett rádiófelvétele is volt.
1950-ben internálták, 40 hónapot töltött a Kistarcsai Központi Internálótáborban ítélet nélkül. Szabadulása után kitiltották Budapestről, Sztálinvárosban és Tiszalökön dolgozott, majd visszakerülhetett a fővárosba, előbb segédmunkásként, majd orosz tanár hiány miatt 1956 szeptemberében pedagógusi állást kaphatott a poliglott Gönczi, egyúttal általános iskolai igazgató is lehetett. 1957-ben egy rövid időre újra letartóztatták, de második szabadulása után folytathatta a tanítást a Könyves Kálmán Gimnáziumban. 1968-ban ment nyugdíjba, de még néhány évig a felnőttoktatásban dolgozott.